# 卢基乌斯·埃米利乌斯·保卢斯·马其顿尼库斯
（征服马其顿的）卢基乌斯·埃米利乌斯·保卢斯或伊米留斯·包拉斯（Lucius Aemilius Paulus Macedonicus，前229年—前160年），古罗马將領、政治家。

## 生平
卢基乌斯·埃米利乌斯·保卢斯为古罗马著名贵族氏族埃米利乌斯氏族的成员（属保卢斯分支），与其父同名。他的父亲卢基乌斯·埃米利乌斯·保卢斯死于第二次布匿战争中的坎尼战役。埃米利乌斯·保卢斯家族在当时很有影响，一方面是富有，另一方面是他们与在罗马政治生活中占主导地位的西庇阿家族结盟（埃米利乌斯·保卢斯·马其顿尼库斯的姐姐嫁给了西庇阿家族的大西庇阿）。
在以军团司令官的身份在罗马军队中服役之后，埃米利乌斯·保卢斯于前193年当选为市政官，开始他的政治生涯。前191年他又当选为裁判官，从而在晋升体系中再进一步。在担任裁判官时期，他被派往西班牙征服那里的居民卢西塔尼亚人（李维写到，卢西塔尼亚人曾经为罗马的敌人迦太基当雇佣兵），这项战事一直持续到前189年。前182年保卢斯第一次当选为执政官，同僚是克奈乌斯·巴埃比乌斯·塔姆菲鲁斯。前181年，他在卸任后又接到一项军事任务：作为拥有统治大权的资深执政官前往利古里亚讨伐因加恩人。
卢基乌斯·埃米利乌斯·保卢斯的事业在第三次马其顿战争中达到了顶峰。前171年马其顿国王珀尔修斯企图摆脱罗马的控制、恢复马其顿在希腊的原有地位，导致罗马人向马其顿宣战。战争开始时形势对罗马不利：一支由执政官普布利乌斯·李锡尼·克拉苏领导的罗马军队在卡利基努斯战役中被珀尔修斯打败了。在又进行了两年无进展的战斗之后，保卢斯于前168年再次被选为执政官，受元老院委托去解决马其顿问题。保卢斯很快便完成了这项任务，他在当年6月22日的彼得那战役中彻底击败了马其顿军队。珀尔修斯成了罗马人的囚徒，从而第三次马其顿战争也结束了。
埃米利乌斯·保卢斯在这次战争中也以冷酷无情而著称。为了威吓马其顿人，他下令处死500名马其顿俘虏；被他流放到意大利的马其顿人还要多得多。根据普鲁塔克的记载，保卢斯清廉公正、一無所取。 返回罗马时，保卢斯下令攻打元老院賞賜給他當戰利品的伊庇鲁斯，保卢斯的军团洗劫了该地区的70余座城市，将150,000人变做奴隶。
保卢斯获得了一个盛大的凯旋儀式，包括将被俘的马其顿国王示众。为了表彰他的功绩，元老院赠予他“马其顿尼库斯”（Macedonicus，意为“征服马其顿的”）的绰号。前164年，保卢斯当选为监察官，前160年于任上去世。
保卢斯有一个儿子被他过继给大西庇阿之子普布利乌斯·科尔内利乌斯·西庇阿收养，这个儿子就是后来成为著名统帅和政治家的小西庇阿。